# Heliomata elaborata
Heliomata elaborata là một loài bướm đêm trong họ Geometridae.